# Asahel W. Hubbard

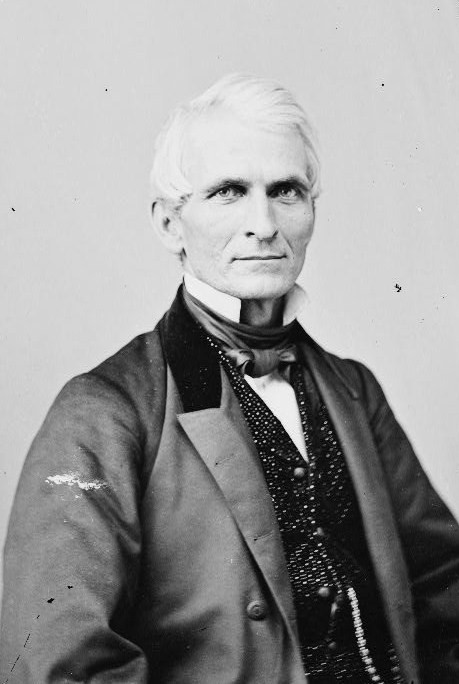
Asahel W. Hubbard

Asahel Wheeler Hubbard (* 19. Januar 1819 in Haddam, Middlesex County, Connecticut; † 22. September 1879 in Sioux City, Iowa) war ein US-amerikanischer Politiker. Zwischen 1863 und 1869 vertrat er den Bundesstaat Iowa im US-Repräsentantenhaus.

## Werdegang
Asahel Hubbard besuchte die öffentlichen Schulen seiner Heimat und arbeitete dann zunächst als Steinmetz. Später besuchte er eine weitere Schule in Middletown. Im Jahr 1838 zog er nach Rushville in Indiana, wo er unter anderem als Lehrer arbeitete. Nach einem Jurastudium und seiner im Jahr 1841 erfolgten Zulassung als Rechtsanwalt begann er in Rushville in seinem neuen Beruf zu praktizieren. Gleichzeitig schlug er eine politische Laufbahn ein. Zwischen 1847 und 1849 war er Abgeordneter im Repräsentantenhaus von Indiana.
1857 zog Hubbard nach Sioux City in Iowa, wo er im Immobiliengeschäft tätig wurde. Von 1859 bis 1862 war er Richter im vierten Gerichtsbezirk seines neuen Heimatstaates. Politisch wurde Hubbard Mitglied der Republikanischen Partei. 1862 wurde er im neugeschaffenen sechsten Wahlbezirk von Iowa in das US-Repräsentantenhaus in Washington, D.C. gewählt. Nach zwei Wiederwahlen konnte er zwischen dem 4. März 1863 und dem 3. März 1869 drei Legislaturperioden im Kongress absolvieren. Diese Zeit war zunächst noch vom Bürgerkrieg überschattet. Anschließend gab es im Kongress große Diskussionen um die Reconstruction. In dieser Frage kam es zu einem Konflikt zwischen der Republikanischen Partei und Präsident Andrew Johnson, der in einem nur knapp gescheiterten Amtsenthebungsverfahren gipfelte. Während Hubbards Zeit im Kongress wurden auch der 13. und der 14. Verfassungszusatz beraten und verabschiedet. Dabei ging es um die Aufhebung der Sklaverei und die Verleihung des Bürgerrechts an ehemalige Sklaven.
Im Jahr 1868 verzichtete Hubbard auf eine erneute Kandidatur. 1871 war er Mitbegründer der First National Bank of Sioux City, deren Präsident er werden und bis zum 15. Januar 1879 bleiben sollte. Hubbard engagierte sich auch im Eisenbahnausbau in Iowa und im Bergbau in Leadville (Colorado). Er starb im September 1879 in Sioux City und wurde dort auch beigesetzt. Sein Sohn Elbert (1849–1912) saß zwischen 1905 und 1912 ebenfalls für Iowa im US-Repräsentantenhaus.